# Didymodon papillosus
Didymodon papillosus là một loài rêu trong họ Pottiaceae. Loài này được (Dicks.) Brid. mô tả khoa học đầu tiên năm 1806.